# Steinhöring
Steinhöring est une commune de Bavière (Allemagne), située dans l'arrondissement d'Ebersberg, dans le district de Haute-Bavière.

## Histoire
C'est à Steinhöring que fut ouverte le 15 août 1936 la maternité Hochland, premier centre du Lebensborn, association créée par Heinrich Himmler et dépendant de la SS pour promouvoir la naissance de bébés de « pure race aryenne ».